# Lezéville
Lezéville est une commune française située dans le département de la Haute-Marne, en région Grand Est.

## Géographie

### Localisation

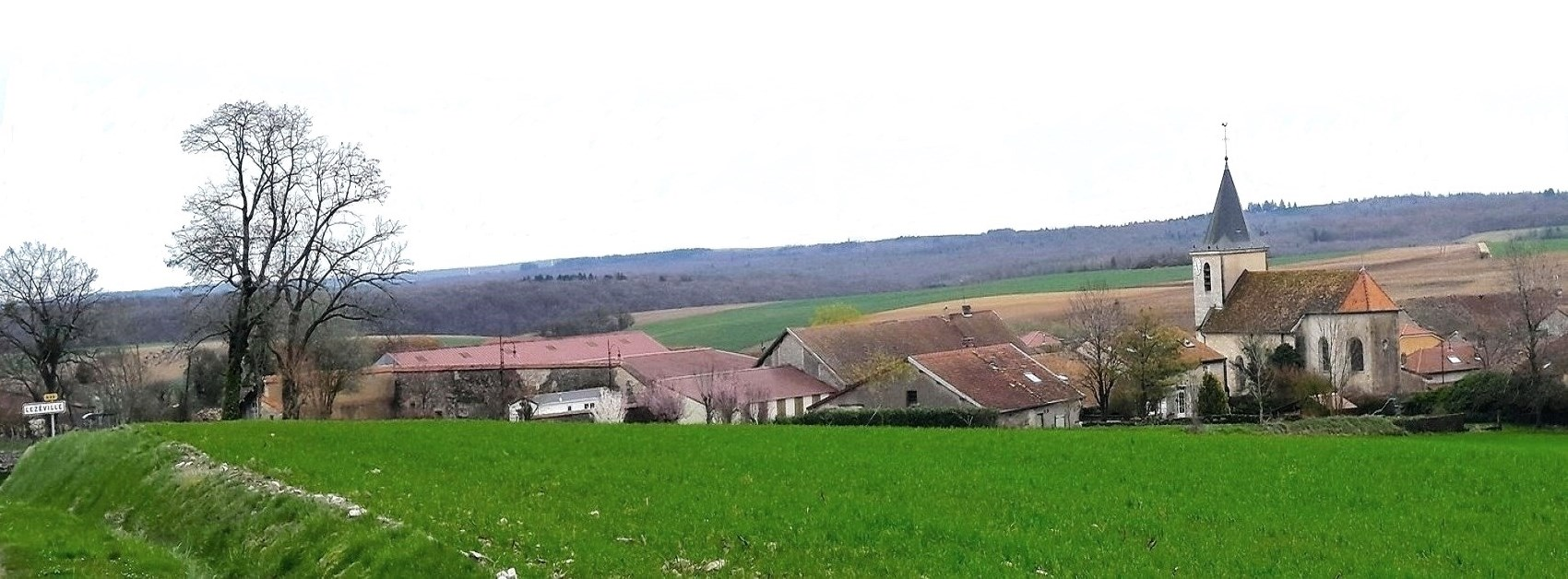
Vue générale

La commune est située au pied du mont la Loire et s'étend sur 996 hectares dont 255 hectares de forêt et 22 hectares de prés.
Le village est à la limite du département de la Meuse et de celui des Vosges entre la Saulx et l'Ornain. L'étang de Chevilloncourt (sur le territoire de Cirfontaines), serait alimenté par les eaux de La Fontaine aux truites. Au nord, se trouve l'étang de Chassey.
Le style architectural des maisons est celui de l'Ornois.

### Hydrographie
La commune est dans la région hydrographique « la Seine de sa source au confluent de l'Oise (exclu) » au sein du bassin Seine-Normandie. Elle est drainée par la Saulx, l'Ognon, divers bras de la Saulx, le cours d'eau 01 de l'Étang de Chevilloncourt et le cours d'eau 01 de Révillon,.
La Saulx, d'une longueur de 115 km, prend sa source dans la commune de Germay et se jette  dans la Marne à Vitry-le-François, après avoir traversé 39 communes.
L'Ognon, d'une longueur de 13 km, prend sa source dans la commune  et se jette  dans l'Ornain à Gondrecourt-le-Château, après avoir traversé six communes.

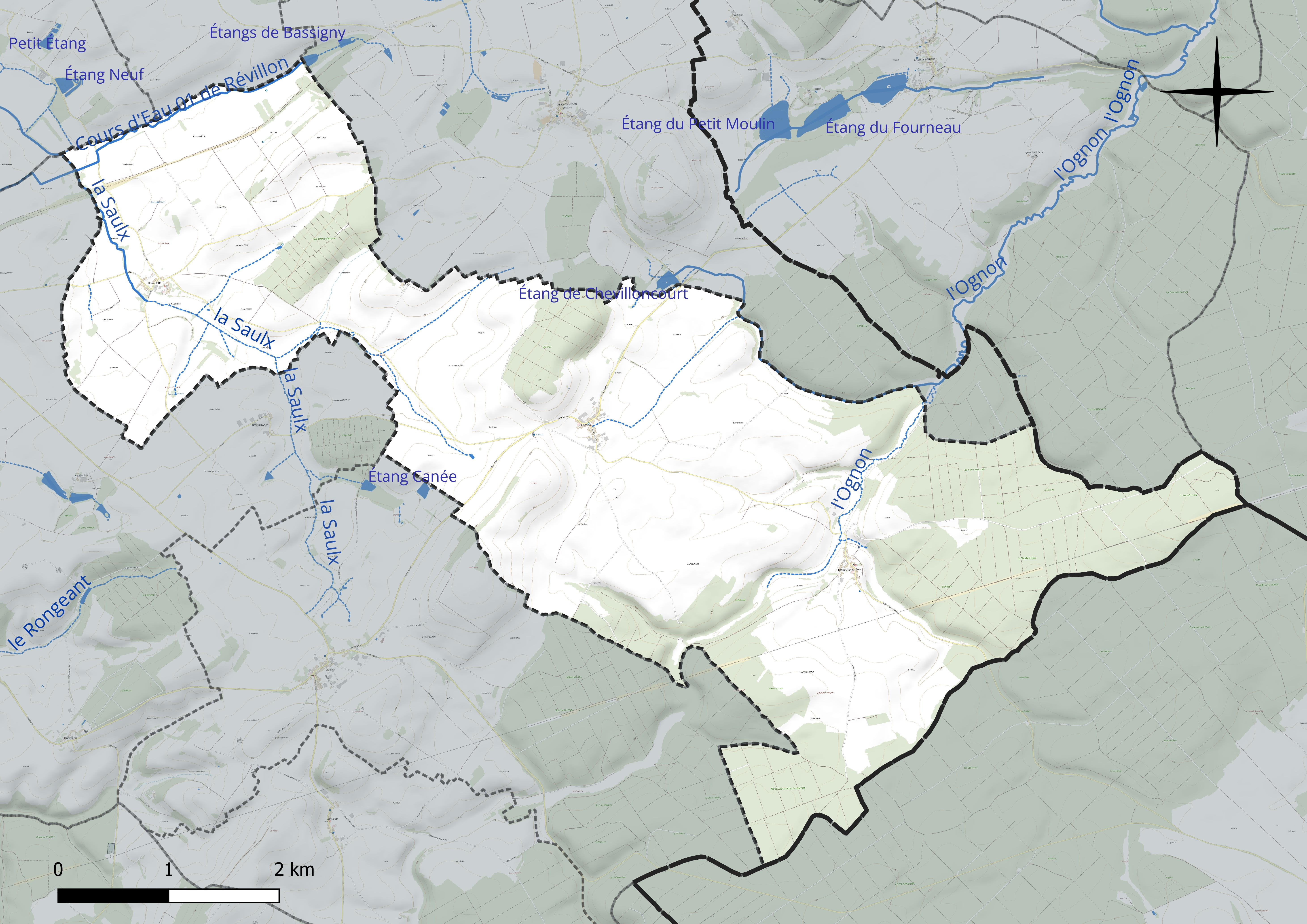
Réseau hydrographique de Lezéville.

### Climat
Pour des articles plus généraux, voir Climat du Grand Est et Climat de la Haute-Marne.
En 2010, le climat de la commune est de type climat de montagne, selon une étude du Centre national de la recherche scientifique s'appuyant sur une série de données couvrant la période 1971-2000. En 2020, Météo-France publie une typologie des climats de la France métropolitaine dans laquelle la commune est exposée à un climat océanique altéré et est dans la région climatique Lorraine, plateau de Langres, Morvan, caractérisée par un hiver rude (1,5 °C), des vents modérés et des brouillards fréquents en automne et hiver.
Pour la période 1971-2000, la température annuelle moyenne est de 9,5 °C, avec une amplitude thermique annuelle de 16,6 °C. Le cumul annuel moyen de précipitations est de 1 000 mm, avec 13,4 jours de précipitations en janvier et 9,9 jours en juillet. Pour la période 1991-2020, la température moyenne annuelle observée sur la station météorologique de Météo-France la plus proche, « Cirfontaines_sapc », sur la commune de Cirfontaines-en-Ornois à 3 km à vol d'oiseau, est de 10,4 °C et le cumul annuel moyen de précipitations est de 904,1 mm. 
La température maximale relevée sur cette station est de 40 °C, atteinte le 12 août 2003 ; la température minimale est de −19,6 °C, atteinte le 6 février 1963,,.
Les paramètres climatiques de la commune ont été estimés pour le milieu du siècle (2041-2070) selon différents scénarios d'émission de gaz à effet de serre à partir des nouvelles projections climatiques de référence DRIAS-2020. Ils sont consultables sur un site dédié publié par Météo-France en novembre 2022.

## Urbanisme

### Typologie
Au 1er janvier 2024, Lezéville est catégorisée commune rurale à habitat très dispersé, selon la nouvelle grille communale de densité à sept niveaux définie par l'Insee en 2022.
Elle est située hors unité urbaine et hors attraction des villes,.

### Occupation des sols
L'occupation des sols de la commune, telle qu'elle ressort de la base de données européenne d’occupation biophysique des sols Corine Land Cover (CLC), est marquée par l'importance des territoires agricoles (71,2 % en 2018), une proportion sensiblement équivalente à celle de 1990 (71,3 %). La répartition détaillée en 2018 est la suivante : 
terres arables (56,5 %), forêts (28,3 %), prairies (14,7 %), milieux à végétation arbustive et/ou herbacée (0,5 %). L'évolution de l’occupation des sols de la commune et de ses infrastructures peut être observée sur les différentes représentations cartographiques du territoire : la carte de Cassini (XVIIIe siècle), la carte d'état-major (1820-1866) et les cartes ou photos aériennes de l'IGN pour la période actuelle (1950 à aujourd'hui).

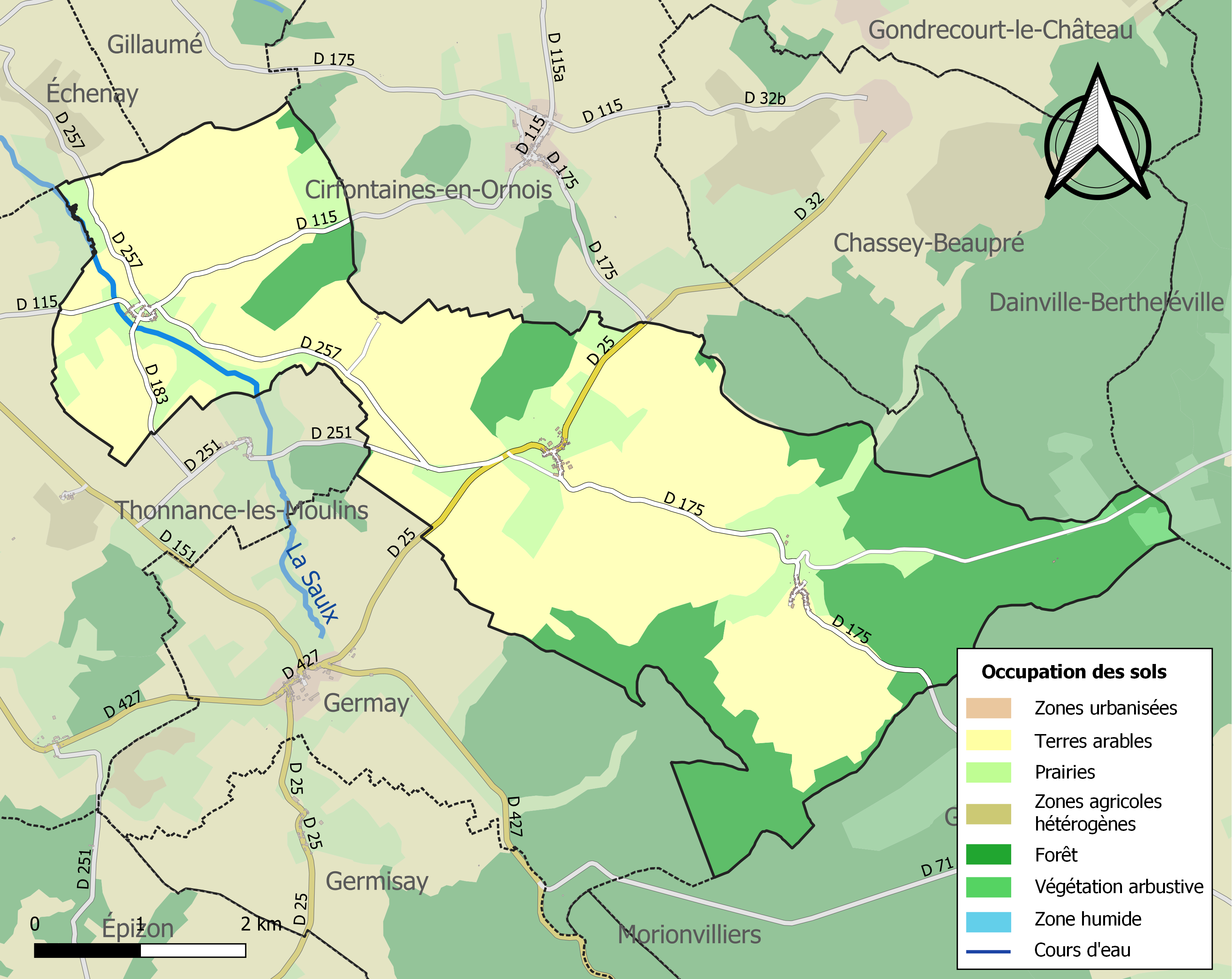
Carte des infrastructures et de l'occupation des sols de la commune en 2018 (CLC).

## Toponymie
Le nom de la localité est attesté sous les formes Lizeivilla (1140) ; Lizevilla (1209) ; Lézéville (1401) ; Léhéville (1402).

## Histoire

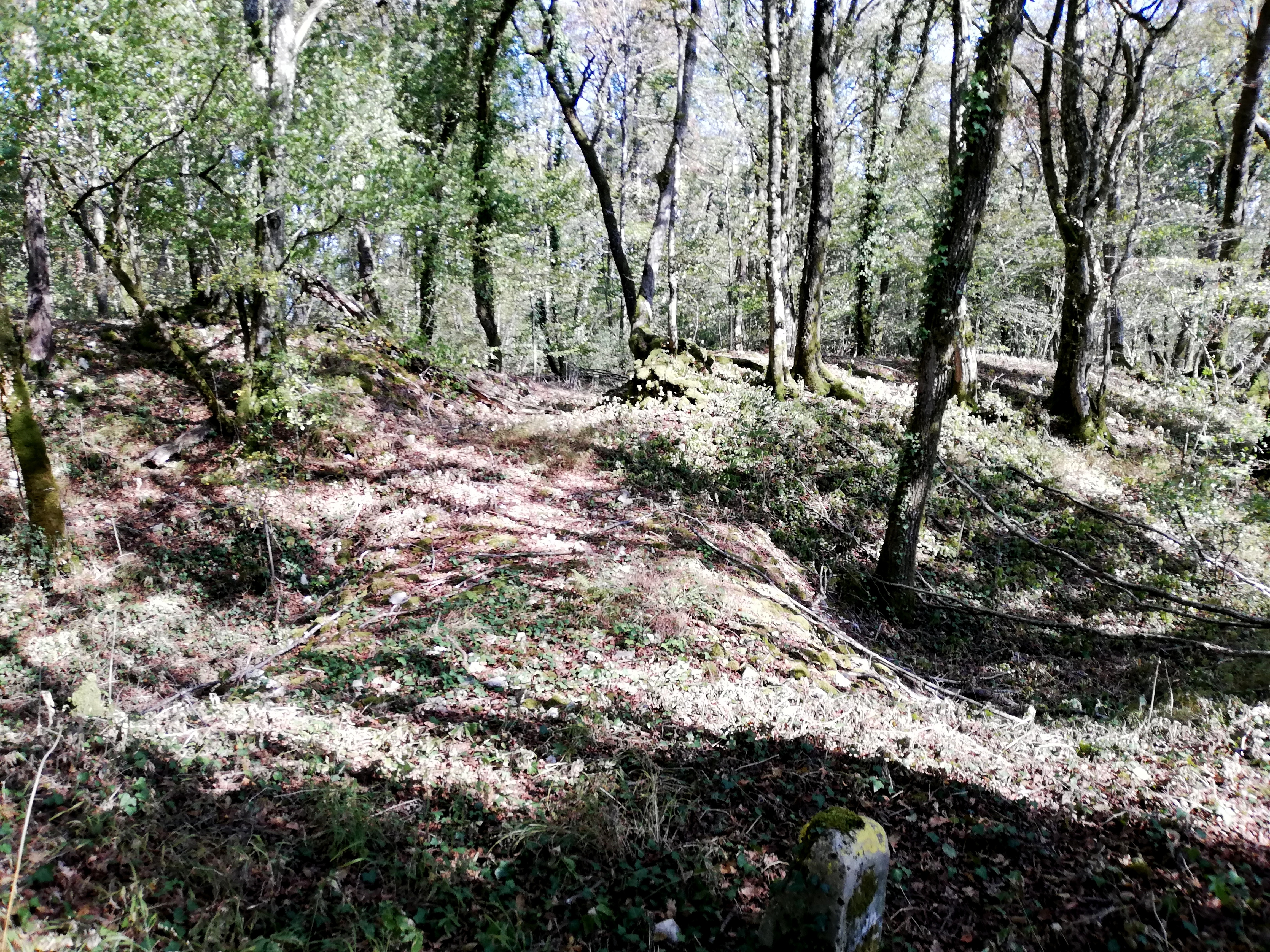
Coté Nord, entrée du Camp Romain.

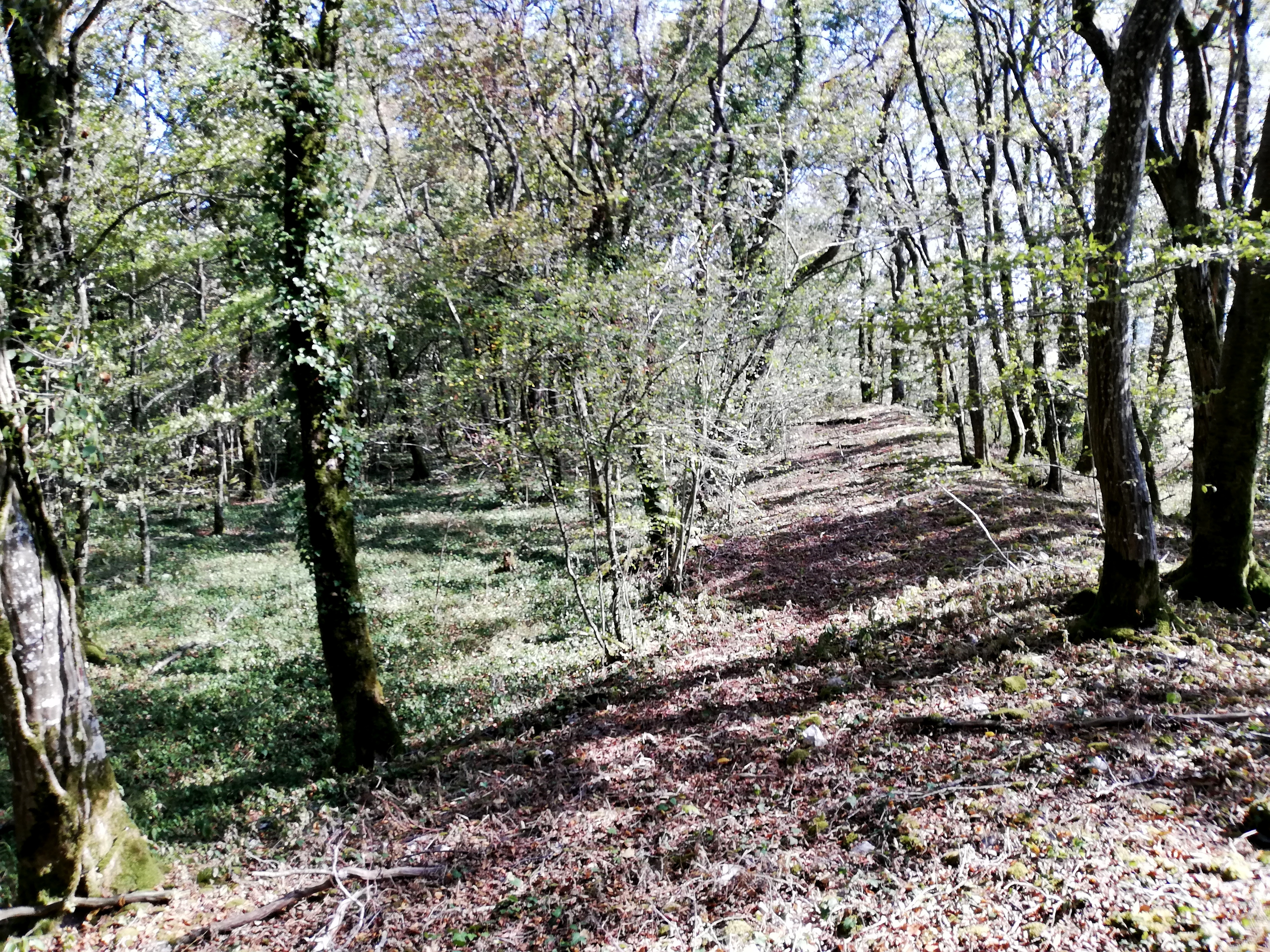
Muraille du Camp Romain coté Ouest.

Commune du canton de Poissons, Lezéville est associée depuis 1972 à Harméville et Laneuville-au-Bois.  La seigneurie est divisée entre deux laïques, MM. Delavaux pour celle de France et Dupuis pour celle de Lorraine, ainsi le curé était en alternance français ou lorrain…
Deux voies romaines traversaient le territoire de Lezéville : celle de Langres par Rimaucourt à Naix-aux-Forges (Nasium, près de Ligny-en-Barrois), près de la ferme d'Abonlieu. L'autre à la sortie du village vers Laneuville-aux-Bois, joignait la précédente un peu avant Germisey et se dirigeait vers Gondrecourt sur le territoire de Chassey.
Un chevalier, Dupuy de Clinchamp au service des ducs de Lorraine, sous le règne de François Ier, fit construire les châteaux de Lezéville, Bréchainville, et Noncourt au XVIe siècle. On pense qu'un château fort a aussi existé à Lezéville, dont le châtelain s'appelait Euchère… Il n'en reste pas de traces.
Dans le camp romain, au nord du village sur un monticule couvert de bois (lieu-dit la Forêt), il a été trouvé des cercueils de pierre renfermant des ossements, des armures, des vases en terre, datant de l'époque des Francs…Le Camp "Romain" est composé d'une enceinte rectangle ovalisée d'environ 50 à 60 mètres de diamètre, bordée d'un fossé. La muraille est composée de pierres calcaire et de terre, hauteur de la muraille entre 1 et 3 mètres et profondeur du fossé entre 1 et 2 mètres. Il se trouve a proximité immédiate du camp, dans le bois,deux carrières anciennes, une grande et une petite qui auraient parfaitement pu servir a la construction du camp. Au niveau de l'entrée du camp le fossé a été combler récemment par des pierres afin de faciliter le passage.

## Politique et administration

### Liste des maires
| Période                                  | Période  | Identité        | Étiquette | Qualité                                      |
| ---------------------------------------- | -------- | --------------- | --------- | -------------------------------------------- |
| Les données manquantes sont à compléter. |          |                 |           |                                              |
| mars 2001                                | 2008     | André Gérard    |           |                                              |
| mars 2008                                | 2014     | Eric Durand     |           |                                              |
| 2014                                     | En cours | Damien Thiériot | LR        | Conseiller départemental depuis octobre 2020 |

## Population et société

### Démographie
L'évolution du nombre d'habitants est connue à travers les recensements de la population effectués dans la commune depuis 1793. Pour les communes de moins de 10 000 habitants, une enquête de recensement portant sur toute la population est réalisée tous les cinq ans, les populations de référence des années intermédiaires étant quant à elles estimées par interpolation ou extrapolation. Pour la commune, le premier recensement exhaustif entrant dans le cadre du nouveau dispositif a été réalisé en 2006.

En 2022, la commune comptait 108 habitants, en évolution de −10,74 % par rapport à 2016 (Haute-Marne : −4,62 %, France hors Mayotte : +2,11 %).
| 1793 | 1800 | 1806 | 1821 | 1831 | 1836 | 1841 | 1846 | 1851 |
| ---- | ---- | ---- | ---- | ---- | ---- | ---- | ---- | ---- |
| 231  | 234  | 231  | 234  | 248  | 239  | 224  | 221  | 227  |

| 1856 | 1861 | 1866 | 1872 | 1876 | 1881 | 1886 | 1891 | 1896 |
| ---- | ---- | ---- | ---- | ---- | ---- | ---- | ---- | ---- |
| 193  | 207  | 207  | 207  | 203  | 189  | 170  | 153  | 163  |

| 1901 | 1906 | 1911 | 1921 | 1926 | 1931 | 1936 | 1946 | 1954 |
| ---- | ---- | ---- | ---- | ---- | ---- | ---- | ---- | ---- |
| 149  | 139  | 138  | 113  | 115  | 108  | 95   | 108  | 88   |

| 1962 | 1968 | 1975 | 1982 | 1990 | 1999 | 2006 | 2011 | 2016 |
| ---- | ---- | ---- | ---- | ---- | ---- | ---- | ---- | ---- |
| 83   | 85   | 194  | 162  | 127  | 107  | 115  | 107  | 121  |

| 2021 | 2022 | - | - | - | - | - | - | - |
| ---- | ---- | - | - | - | - | - | - | - |
| 112  | 108  | - | - | - | - | - | - | - |

## Culture locale et patrimoine

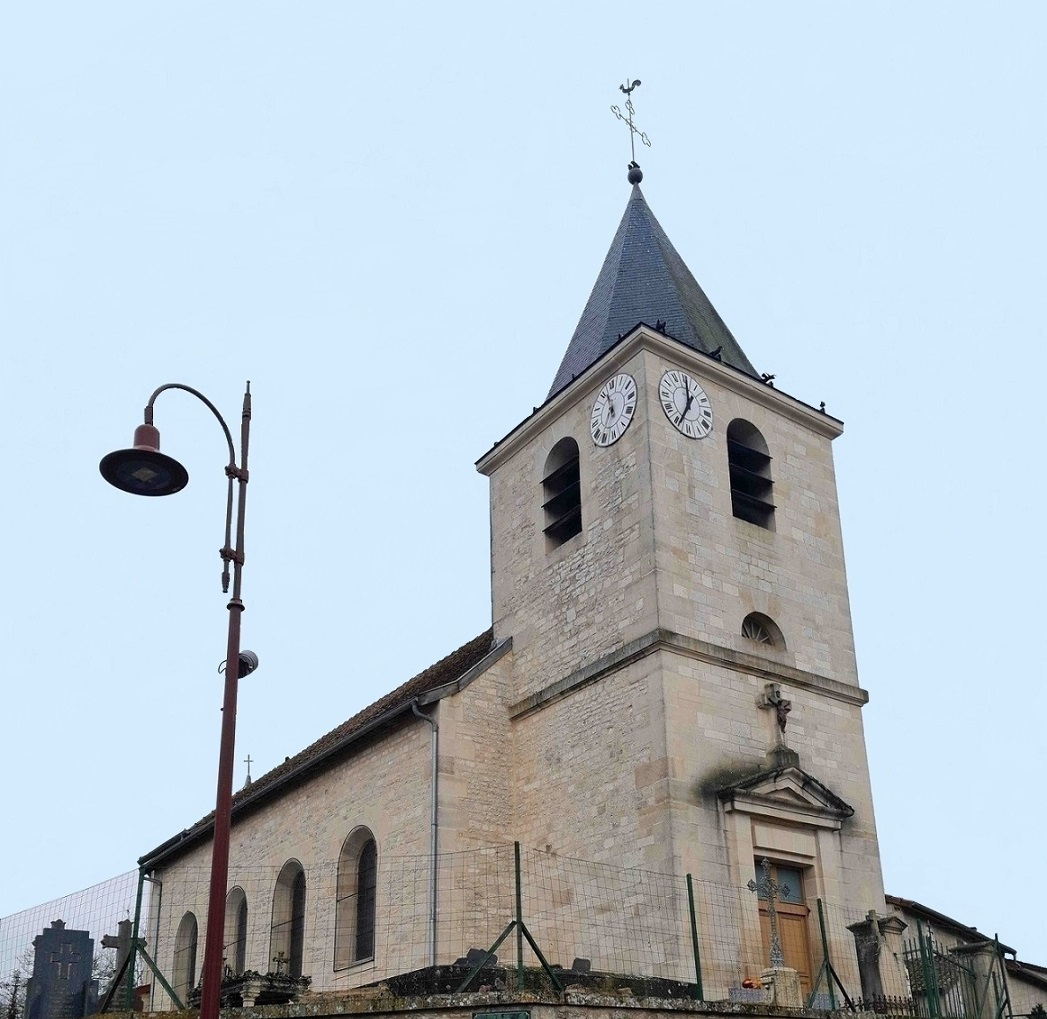
L'église Saint-Èvre de Lezéville

### Lieux et monuments
- Église Saint-Èvre de Lezéville.
- Église Saint-Martin d'Harméville.
- Église Saint-Pierre de Laneuville-aux-Bois.

### Personnalités liées à la commune
- Justin Dangel (1907-1968), ancien officier marinier, Compagnon de la Libération, tient après la guerre un bar à Harméville (aujourd’hui rattachée à Lezéville) où il meurt en 1968.

### Héraldique
| Armes de Lezéville | Les armes de Lezéville se blasonnent ainsi : D'azur au chef denché d'or. |